# Anyphaena gibboides
Anyphaena gibboides är en spindelart som beskrevs av Norman I. Platnick 1974. Anyphaena gibboides ingår i släktet Anyphaena och familjen spökspindlar. Inga underarter finns listade i Catalogue of Life.